# Serie A 2006-07

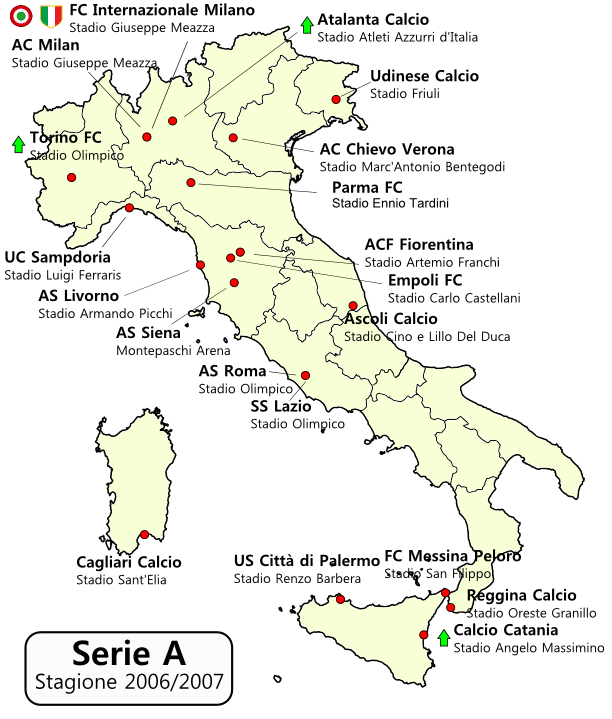
Distribució geogràfica dels equips.

La Serie A 2006-07 va ser la 105a edició de la Lliga italiana de futbol i la 75a temporada d'ençà que es disputa en sistema de lliga.

## Classificació
- Font: www.resultados-futbol.com/serie_a2007'